# U-644 (tàu ngầm Đức)
U-644 là một tàu ngầm tấn công  Lớp Type VII thuộc phân lớp Type VIIC được Hải quân Đức Quốc Xã chế tạo trong Chiến tranh Thế giới thứ hai. Nhập biên chế năm 1942, nó chỉ thực hiện được một chuyến tuần tra và không đánh chìm được mục tiêu nào, trước khi bị tàu ngầm HMS Tuna của Hải quân Hoàng gia Anh phóng ngư lôi đánh chìm trong biển Na Uy vào ngày 7 tháng 4, 1943.

## Thiết kế và chế tạo

### Thiết kế

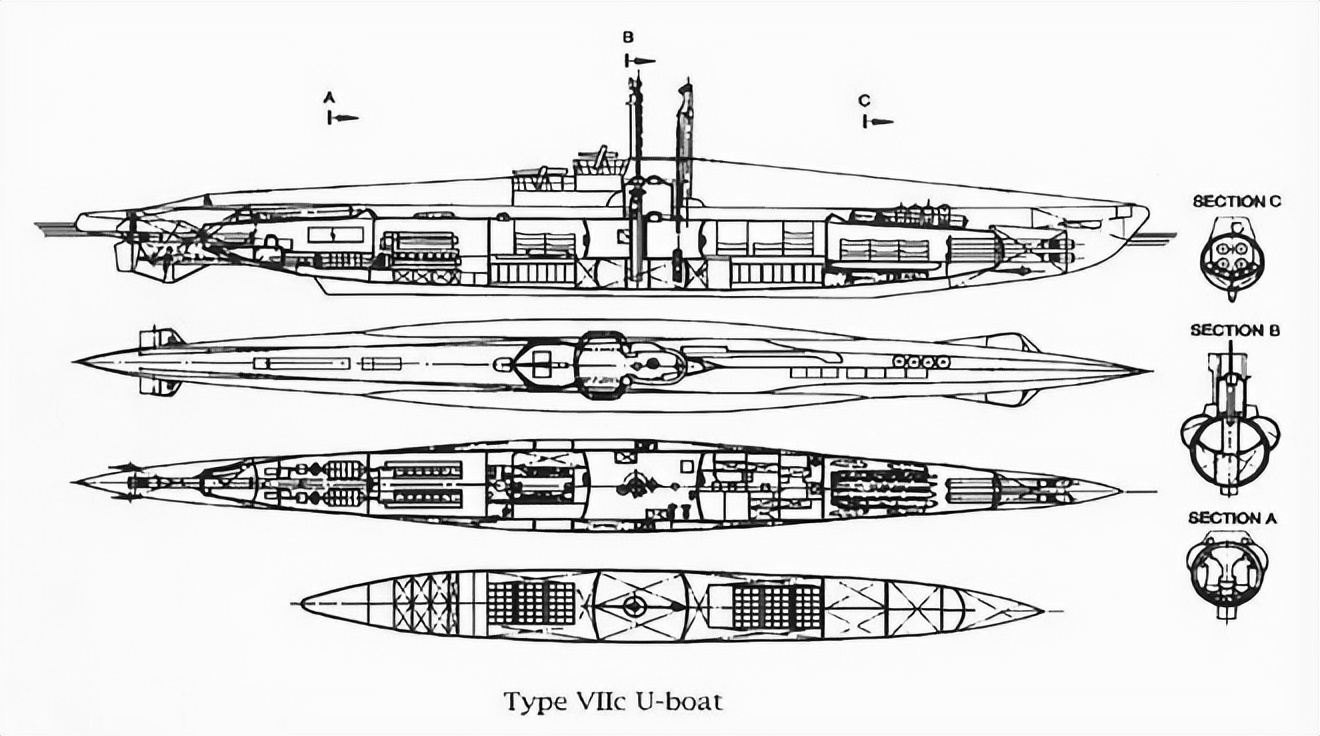
Sơ đồ các mặt cắt một tàu ngầm Type VIIC

Phân lớp VIIC của Tàu ngầm Type VII là một phiên bản VIIB được kéo dài thêm. Chúng có trọng lượng choán nước 769 t (757 tấn Anh) khi nổi và 871 t (857 tấn Anh) khi lặn). Con tàu có chiều dài chung 67,10 m (220 ft 2 in), lớp vỏ trong chịu áp lực dài 50,50 m (165 ft 8 in), mạn tàu rộng 6,20 m (20 ft 4 in), chiều cao 9,60 m (31 ft 6 in) và mớn nước 4,74 m (15 ft 7 in).
Chúng trang bị hai động cơ diesel Germaniawerft F46 siêu tăng áp 6-xy lanh 4 thì, tổng công suất 2.800–3.200 PS (2.100–2.400 kW; 2.800–3.200 bhp), dẫn động hai trục chân vịt đường kính 1,23 m (4,0 ft), cho phép đạt tốc độ tối đa 17,7 kn (32,8 km/h), và tầm hoạt động tối đa 8.500 nmi (15.700 km) khi đi tốc độ đường trường 10 kn (19 km/h). Khi đi ngầm dưới nước, chúng sử dụng hai động cơ/máy phát điện Garbe, Lahmeyer & Co. RP 137/c  tổng công suất 750 PS (550 kW; 740 shp). Tốc độ tối đa khi lặn là 7,6 kn (14,1 km/h), và tầm hoạt động 80 nmi (150 km) ở tốc độ 4 kn (7,4 km/h). Con tàu có khả năng lặn sâu đến 230 m (750 ft).
Vũ khí trang bị có năm ống phóng ngư lôi 53,3 cm (21 in), bao gồm bốn ống trước mũi và một ống phía đuôi, và mang theo tổng cộng 14 quả ngư lôi, hoặc tối đa 22 quả thủy lôi TMA, hoặc 33 quả TMB. Tàu ngầm Type VIIC bố trí một hải pháo 8,8 cm SK C/35 cùng một pháo phòng không 2 cm (0,79 in) trên boong tàu. Thủy thủ đoàn bao gồm 4 sĩ quan và 40-56 thủy thủ.

### Chế tạo
U-644 được đặt hàng vào ngày 20 tháng 1, 1941, và được đặt lườn tại xưởng tàu của hãng Blohm & Voss ở Hamburg vào ngày 1 tháng 12, 1941. Nó được hạ thủy vào ngày 20 tháng 8, 1942, và nhập biên chế cùng Hải quân Đức Quốc Xã vào ngày 15 tháng 10, 1942 dưới quyền chỉ huy của Hạm trưởng, Trung úy Hải quân Kurt Jensen.

## Lịch sử hoạt động
Sau khi hoàn tất việc huấn luyện trong thành phần Chi hạm đội U-boat 5, U-644 được điều sang Chi hạm đội U-boat 11 từ ngày 1 tháng 4, 1943 để hoạt động trên tuyến đầu cho đến khi bị mất.
Vào giữa tháng 3, 1943, U-644 đã di chuyển từ cảng Kiel, Đức đến cảng Bergen, Na Uy, rồi khởi hành từ đây vào ngày 18 tháng 3 cho chuyến tuần tra duy nhất trong chiến tranh để hoạt động trong khu vực biển Na Uy giữa quần đảo Shetland và đảo Jan Mayen.
Đơn vị tình báo tín hiệu của Hải quân Hoàng gia Anh đã giải mã và xác định vị trí của chiếc U-boat, nên tàu ngầm HMS Tuna được phái đi truy tìm. Đến ngày 7 tháng 4, chiếc tàu ngầm Anh phát hiện đối thủ ở khoảng cách chỉ có 500 m (550 yd), nên đã phóng một loạt năm quả ngư lôi tấn công. Hai quả trúng đích đã đánh chìm U-644 tại tọa độ 69°38′B 5°40′T / 69,633°B 5,667°T. Toàn bộ 45 thành viên thủy thủy đoàn của U-644 đều đã tử trận.

### "Bầy sói" tham gia
U-644 từng tham gia một bầy sói:
- Eisbär (27 tháng 3 - 7 tháng 4 1943)